# Jerzy Gocko
Jerzy Eugeniusz Gocko (ur. 17 maja 1965) – polski duchowny katolicki, profesor nauk teologicznych, nauczyciel akademicki, profesor zwyczajny na Wydziale Teologii Katolickiego Uniwersytetu Lubelskiego Jana Pawła II, salezjanin.

## Życiorys
W 1993 ukończył studia filozoficzno-teologiczne w Wyższym Seminarium Duchownym Towarzystwa Salezjańskiego w Krakowie i przyjął święcenia kapłańskie. W latach 1993–1997 odbył studia specjalistyczne z teologii moralnej oraz katolickiej nauki społecznej w Katolickim Uniwersytecie Lubelskim, Pontificia Università Gregoriana w Rzymie i Akademii Alfonsjańskiej (Istituto Superiore di Teologia Morale della Pontificia Università Lateranense) w Rzymie. Stopień naukowy doktora uzyskał w 1996, a stopień naukowy doktora habilitowanego w 2004. W 2015 otrzymał tytuł naukowy profesora nauk teologicznych.
Specjalizuje się w teologii moralnej społecznej i katolickiej nauce społecznej. Od 2004 pełni funkcję kierownika Katedry Teologii Moralnej Społecznej w Instytucie Nauk Teologicznych KUL. Był redaktorem naczelnym Roczników Teologii Moralnej i redaktorem naczelnym "Seminare. Poszukiwania naukowe" (2012-2022). Był sekretarzem Rady Wydziału Teologii KUL (1999-2000), sekretarzem Sekcji Teologów Moralistów Polskich (2001-2006) i wiceprezesem (2007-2011) i prezesem (od 2022) Towarzystwa Naukowego Franciszka Salezego.
W 2000 został odznaczony Brązowym Krzyżem Zasługi.

## Ważniejsze publikacje
- Ekonomia a moralność. Poszukiwania teologicznomoralne (1996)
- Kościół obecny w świecie - posłany do świata. Teologiczno-społeczne aspekty posłannictwa Kościoła w świecie po Soborze Watykańskim II (2003)
- Świat u progu XXI wieku. Wybrane zagadnienia z problematyki międzynarodowej. Studium z katolickiej nauki społecznej (wraz z Henrykiem Skorowskim i Jarosławem Koralem; 2006)
- Nauka społeczna Kościoła w poszukiwaniu własnej tożsamości  (2013)